# Lilly King
Lilly King (Evansville, 10 de fevereiro de 1997) é uma nadadora estadunidense, campeã olímpica e recordista mundial.

## Carreira

### Rio 2016
King competiu na natação nos Jogos Olímpicos de Verão de 2016 onde conquistou a medalha de ouro nos 100 metros peito e nos 4x100 m medley.

### 2022
Em 23 de junho, obteve o título do 200 m peito no Campeonato Mundial de Esportes Aquáticos em Budapeste. Dois dias depois, ganhou o ouro no 4x100 m medley do mesmo evento.
Em 15 de dezembro, foi campeã no 100 m peito do Mundial em Piscina Curta em Melbourne. No dia seguinte, conquistou a prata no 200 m peito da mesma competição, sendo superada apenas pela compatriota Kate Douglass. Em 17 de dezembro, ao lado de outras três nadadoras, ficou na segunda colocação na final do 4x50 m medley. No dia seguinte, obteve mais duas medalhas em Melbourne: uma de bronze no 50 m peito e uma de ouro no 4x100 m medley, ajudando sua equipe a estabelecer o novo recorde mundial dessa última prova com o tempo de três minutos, 44 segundos e 35 centésimos.